# Askold (2021)
Askold (ros. Аскольд) – korweta rakietowa projektu 22800 (Karakurt) budowana dla Floty Czarnomorskiej Federacji Rosyjskiej, wodowana w 2021 roku.  4 listopada 2023 roku została uszkodzona przed wejściem do służby podczas inwazji Rosji na Ukrainę.

## Budowa

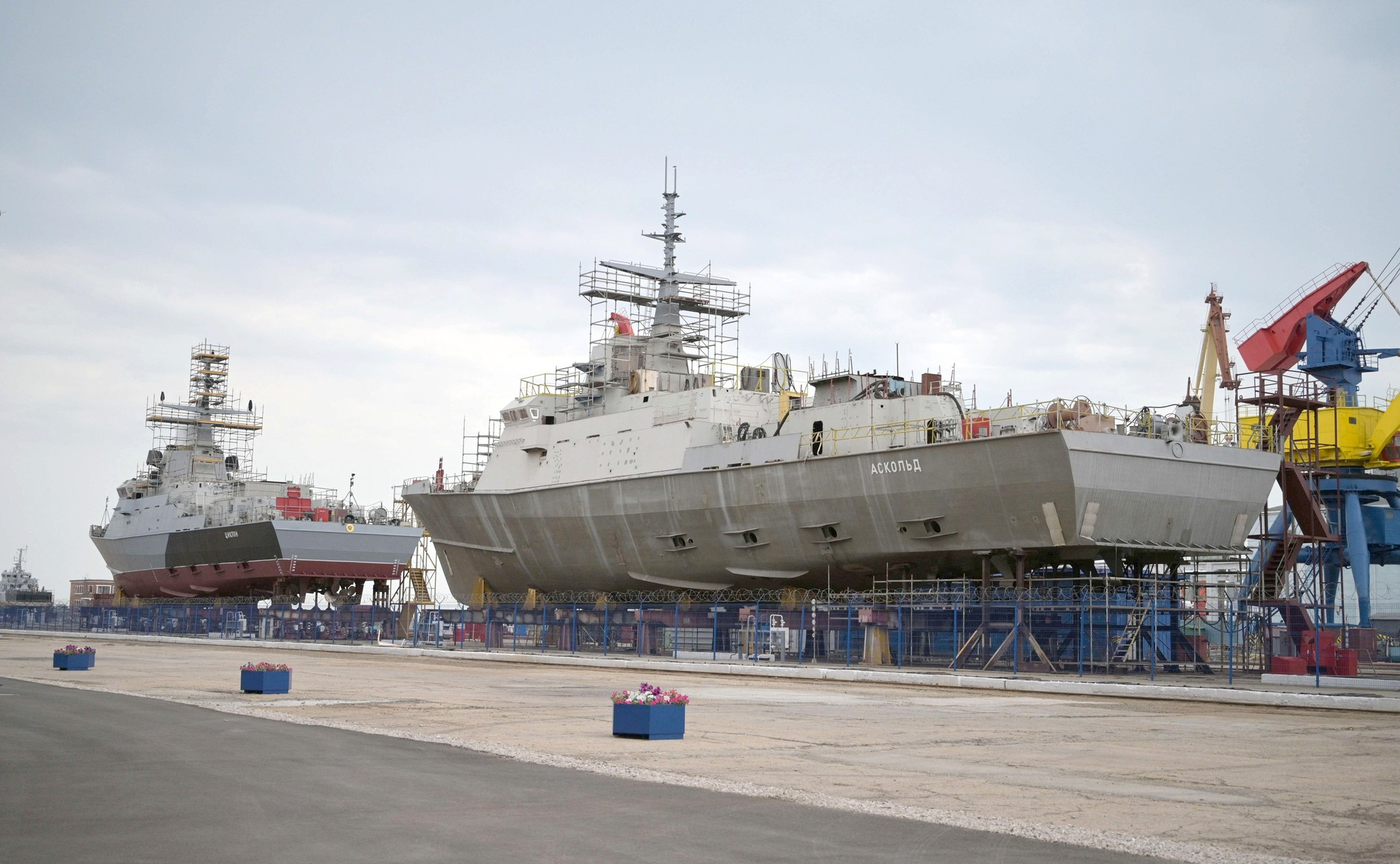
„Askold” w trakcie budowy, w głębi „Cykłon” (2020)

Okręt należy do budowanych od 2015 roku w Rosji dla jej floty korwet rakietowych nowego pokolenia projektu 22800 (typu Karakurt), klasyfikowanych oficjalnie jako małe okręty rakietowe (małyj rakietnj korabl – MRK). Kontrakt na budowę pięciu okrętów tego typu uzyskała 5 sierpnia 2016 roku stocznia Zielenodolskij Zawod im. A.M. Gorkogo w Zielenodolsku. Zleciła ona jednak budowę trzech okrętów na zasadzie podwykonawstwa  w stoczni „Zaliw” im B.J. Butomy w anektowanym przez Rosję Kerczu, która została oddana pod zarząd stoczni Zielenodolskij Zawod, w ramach ratowania stoczni krymskich cierpiących na brak zamówień po aneksji Krymu przez Rosję. „Askold” był drugim okrętem budowanym dla Floty Czarnomorskiej w stoczni „Zaliw”, po korwecie „Cykłon”. Budowano go pod numerem stoczniowym 802.
Stępkę pod budowę okrętu położono 18 listopada 2016 roku . Wodowanie miało miejsce 21 września 2021 roku. Okręt otrzymał imię legendarnego wodza Askolda, noszone wcześniej przede wszystkim przez krążownik z wojny rosyjsko-japońskiej. Matką chrzestną była pracownica stoczni inż. Marija Skorikowa. Wyposażanie okrętu przeciągnęło się i dopiero w 2023 roku przeszedł państwowe próby odbiorcze .

## Skrócony opis
Wyporność okrętów projektu 22800 wynosi 860—900 ton. Długość wynosi 67 m, szerokość 11 m, a zanurzenie do 3,3 m. Rozmiary okrętów umożliwiają im operowanie także na wodach śródlądowych. Załogę stanowi 39 ludzi.
Napęd stanowią trzy silniki wysokoprężne o mocy łącznej 30 000 KM. Prędkość według rosyjskich źródeł wojskowych wynosi 30—35 węzłów. Zasięg określany jest na 2500 mil morskich przy prędkości 12 w.
Uzbrojenie okrętów projektu 22800 stanowi przede wszystkim ośmiokomorowa pionowa wyrzutnia pocisków woda-woda/woda-ziemia Kalibr NK z ośmioma pociskami. Uzbrojenie przeciwlotnicze stanowi jeden zestaw rakietowo-artyleryjski Pancyr-M, obejmujący dwie sześciolufowe armaty kalibru 30 mm i do dwunastu pocisków przeciwlotniczych o zasięgu do 20 km . Uzbrojenie artyleryjskie składa się z jednej automatycznej armaty uniwersalnej kalibru 76 mm AK-176MA. Uzbrojenie uzupełniają dwa karabiny maszynowe kalibru 12,7 mm.
Okręty mają rozbudowane wyposażenie obserwacji technicznej. Jego zasadniczym elementem jest radar Zasłon z czterema nieruchomymi antenami ścianowymi na ścianach nadbudówki stanowiącej podstawę masztu . Uzupełnia go kompleks radiolokacyjny Minierał-M zamontowany na szczycie nadbudówki pod dielektryczną kopułą, składający się z radaru wykrywania celów nawodnych Minierał-M1, pasywnej stacji rozpoznania radioelektronicznego Minierał-M2 oraz systemu przekazywania danych i kierowania walką Minierał-M3 .

## Służba
Podczas inwazji Rosji na Ukrainę okręt przeszedł próby odbiorcze i został obsadzony przez załogę oraz przydzielony do Floty Czarnomorskiej. Pod koniec 2023 roku miał zostać formalnie przyjęty do służby (podniesienie bandery), lecz do listopada nie doszło do tego . Według komunikatu rosyjskiego, 15 września rano zniszczył ukraińską bezzałogową łódź wybuchową na Morzu Czarnym.
Według niepotwierdzonych przez Rosję informacji okręt został poważnie uszkodzony przy nabrzeżu stoczni „Zaliw” w Kerczu pociskami lotniczymi Storm Shadow/SCALP EG podczas ukraińskiego ataku rakietowego 4 listopada 2023 roku . Jego uszkodzenie ogłosiła strona ukraińska, a następnie ujawniono potwierdzające to fotografie i filmy w mediach społecznościowych, z których wynika, że po trafieniu od lewej burty zniszczeniu uległa m.in. nadbudówka. Według nieoficjalnych doniesień okręt być może został trafiony trzema rakietami .